# ヴィダ・ヴェンセニェ
ヴィダ・ヴェンセニェ（Vida Vencienė、ロシア語: Вида Станиславовна Венцене、1961年5月28日 - ）はリトアニア・ソビエト社会主義共和国（現在のリトアニア共和国）ウクメルゲ出身の元クロスカントリースキー選手。1980年代後半から1990年代前半にかけてソビエト連邦およびリトアニア代表として活躍した。

## プロフィール
1987年ノルディックスキー世界選手権では10kmクラシカルで13位、1988年カルガリーオリンピック10kmで金メダル、5kmで銅メダルを獲得した。
1990年のリトアニア独立後、同国代表として1992年アルベールビルオリンピック、1993年ノルディックスキー世界選手権、1994年リレハンメルオリンピックに出場したが、アルベールビルオリンピック15kmの11位が最高とあまり目立った成績は残せなかった。
クロスカントリースキー・ワールドカップでは1987-1988シーズンに総合5位となったのが自己最高。
現役引退後はリトアニアオリンピック委員会（LOC)で1995年から2004年までウィンタースポーツ部門の責任者を務めたほか、2001年からLOC競技者委員を務めている。